# Sent Martin de Lenna
Sent Martin de Lenna (en francès Saint-Martin-de-Lenne) és un municipi francès situat al departament de l'Avairon i a la regió d'Occitània.

## Demografia
| 1962                                       | 1968 | 1975 | 1982 | 1990 | 1999 | 2006 |
| ------------------------------------------ | ---- | ---- | ---- | ---- | ---- | ---- |
| 241                                        | 310  | 284  | 270  | 234  | 208  | 219  |
| Des de 1962: població sense dobles comptes |      |      |      |      |      |      |

## Administració
| Període | Identitat   | Partit |
| ------- | ----------- | ------ |
| 2008-   | Roland Puel |        |